# Mercedes-Benz World Racing
Mercedes-Benz World Racing is een racespel uit 2003. Het spel bevat ruim 120 Mercedessen en een handvol omgevingen, waarvan elke tientallen raceroutes kent. De game was het resultaat van de samenwerking tussen Mercedes-Benz en Synetic, die eerder al Mercedes-Benz Truck Racing uitbrachten. Aangezien het spel om slechts één autofabrikant draait, werd het af en toe vergeleken met Need for Speed Porsche Unleashed. Het doel voor de speler is om alle voertuigen en routes vrij te spelen en uiteindelijk 'Driver No. 1' te worden.

## Voertuigen
De game telt ruim 120 voertuigen, die zeer precies naar de echte automodellen zijn nagemaakt. Elk voertuig heeft zijn eigen prestatiekenmerken en er zijn meerdere motorgeluiden om onder andere diesels van benzineauto's te onderscheiden. De voertuigen variëren van vooroorlogse raceauto's via klassiekers tot de SLK-roadster uit 2003 en van prototypes tot serieproductievoertuigen.
Elke auto kan worden aangepast door te kiezen uit een aantal lakken, waaronder drie met speciale tinteffecten, in de game aangeduid met 'Standox Color'. Cabriolets en roadsters kunnen rijden met of zonder dak. De speler kan uit verschillende camerastandpunten kiezen tijdens het racen, waaronder een cabinecamera die naar links en rechts kan kijken.
Prestaties en overige technische gegevens zijn zeer exact overgenomen van de echte wagens. De speler kan met een schuifbalk het rijgedrag kiezen tussen 100% Arcade en 100% Simulation. De game heeft ook een schademodel dat op vervorming werkt. De schade heeft ook invloed op de prestaties; bij 100% schade kan de auto nauwelijks vooruit.
Moderne voertuigen:
- W168 A-klasse 5-deurs
- W202 C-klasse 4-deurs, stationwagon en sportcoupé
- W210 E-klasse 4-deurs, stationwagon
- W211 E-klasse 4-deurs
- C208 CLK-klasse coupé, cabriolet
- C209 CLK-klasse coupé
- W463 G-klasse 5-deurs
- W163 M-klasse 5-deurs
- W220 S-klasse 4-deurs
- C215 CL-klasse coupé
- R129 SL73 AMG roadster
- R230 SL-klasse roadster
- R170 SLK-klasse roadster

Klassiekers
- 300SL Gullwing coupé, roadster
- 280SL Pagode

vooroorlogs
- W125 Rekordwagen
- W154 Silver Arrow
- W196 Streamline

Prototypes
- C111 II coupé
- C112 coupé

Racewagens en supercars
- C199 SLR coupé
- C208 CLK-DTM raceversie coupé
- CLK-GTR AMG straatversie coupé

Officiële downloadauto's
- Mercedes-Benz Race Truck (omgezet uit Mercedes-Benz Truck Racing)
- V8 Slipstream coupe (musclecar met vlammenpatroon op de voorkant)
- ATV7000S Sand Hopper (ATV staat voor All Terrain Vehicle, deze kan zelfs hoge bergen beklimmen)

## Gameplay
Het spel bevat een carrièremodus. In deze modus moet de speler races en uitdagingen winnen om uiteindelijk Driver No. 1 te worden. Door races te winnen maakt de speler extra voertuigen en nieuwe routes vrij. Races zijn aanwezig als races met meerdere ronden, en zogenaamde 'point-to-pointraces', vergelijkbaar met rallystages. Bij een aantal routes is het mogelijk dat bepaalde delen elkaar overlappen en dezelfde weg moeten delen.
Naast races zijn er ook uitdagingen. Deze variëren van checkpointraces door het landschap tot het verbreken van snelheidsrecords. Ook zijn er uitdagingen waarbij de speler moet racen tegen vijf tegenstanders met dezelfde auto, en er zijn uitdagingen waarbij de speler een opgevoerde versie krijgt van een laaggepositioneerde auto en daarmee een tegenstander met een hogere klasse auto moet verslaan.
Omgevingen (scenario's)
- Australië
- Alpen
- Japan
- Mexico
- Test Center
- The City
- Nevada
- Hockenheim Ring (exclusief voor de PC-versie)

De speler kan kiezen uit vier mannelijke en vier vrouwelijke personages. Tevens kan de speler onafhankelijk van de gebruikersnaam een tekst verzinnen voor op de te kiezen nummerplaten, waaronder een Duitse plaat, een aantal Amerikaanse platen en enkele platen zonder opmaak.

## Patches en toevoegingen
Het spel kreeg meerdere patches, waarvan de laatste v1.6.6 was. Vanaf v1.4.4 werd een multiplayermodus ondersteund. Dit was ook de benodigde patch voor de extra voertuigen. Synetic bracht een paar officiële voertuigen uit, spelers hebben later honderden extra auto's gemaakt of omgezet uit andere games. Na het installeren van een voertuig moet de speler één race voltooien om de voertuigen te krijgen.